# Władysław Zieliński
Władysław Zieliński, född 24 juli 1935 i Warszawa, är en polsk före detta kanotist.
Zieliński blev olympisk bronsmedaljör i K-2 1000 meter vid sommarspelen 1960 i Rom.